# Schlotheimia grammocarpa
Schlotheimia grammocarpa är en bladmossart som beskrevs av C. Müller 1898. Schlotheimia grammocarpa ingår i släktet Schlotheimia och familjen Orthotrichaceae. Inga underarter finns listade i Catalogue of Life.